# Campeonato Mundial de Ciclismo en Ruta de 1989

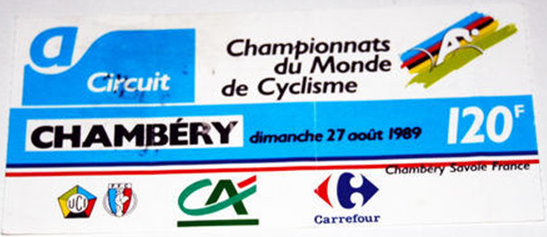
Entrada para los Campeonatos del mundo de ciclismo en ruta de 1989

Los Campeonatos del mundo de ciclismo en ruta de 1989 se celebraron en la ciudad francesa de Chambéry del 23 al 27 de agosto de 1989.

## Resultados
| Evento                     | Oro                                                                                  | Oro        | Plata                                                                                | Plata    | Bronce                                                                     | Bronce |
| -------------------------- | ------------------------------------------------------------------------------------ | ---------- | ------------------------------------------------------------------------------------ | -------- | -------------------------------------------------------------------------- | ------ |
| Pruebas masculinas         |                                                                                      |            |                                                                                      |          |                                                                            |        |
| Hombres - carrera en línea | Greg LeMond Estados Unidos                                                           | 6h 45' 59" | Dimitri Konyshev Unión Soviética                                                     | s.t.     | Sean Kelly Irlanda                                                         | s.t.   |
| Contrerreloj por equipos   | República Democrática Alemana Mario Kummer Maik Landsmann Jan Schur Falk Boden       | -          | Polonia · Zenon Jaskuła · Joachim Halupczok · Marek Leśniewski · Andrzej Sypytkowski | -        | Unión Soviética Yuri Manuylov Viktor Klimov Evgueni Zagrebelny Oleg Galkin | -      |
| Amateur - carrera en línea | Joachim Halupczok · Polonia                                                          | -          | Eric Pichon Francia                                                                  | -        | Christophe Manin Francia                                                   | -      |
| Pruebas femeninas          |                                                                                      |            |                                                                                      |          |                                                                            |        |
| Mujeres - carrera en línea | Jeannie Longo Francia                                                                | 1h 56' 41" | Catherine Marsal Francia                                                             | + 4' 05" | Maria Canins · Italia                                                      | s.t.   |
| Contrerreloj por equipos   | Unión Soviética Nadesja Kibardina Tamara Poliakova Laima Zilporytė Natalya Melekhina | -          | Italia · Monica Bandini · Roberta Bonanomi · Maria Canins · Francesca Galli          | -        | Francia Valérie Simonnet Cécile Odin Catherine Marsal Nathalie Cantet      | - -    |